# Áo tại Thế vận hội Mùa hè 1896
Có ba vận động viên người Áo tham gia tranh tài tại Thế vận hội Mùa hè 1896 tại Athena. Mặc dù lúc đó Áo đang là một phần của Đế chế Áo-Hung, nhưng đa số các nguồn đều tách riêng thành tích của các vận động viên người Áo với các vận động viên người Hungary tại Thế vận hội Mùa hè 1896.

## Huy chương
| Huy chương | Vận động viên   | Môn thi đấu | Nội dung         |
| ---------- | --------------- | ----------- | ---------------- |
| Vàng       | Paul Neumann    | Bơi         | 500 m tự do nam  |
| Vàng       | Adolf Schmal    | Xe đạp      | Đua 12 giờ nam   |
| Bạc        | Otto Herschmann | Bơi         | 100 m tự do nam  |
| Đồng       | Adolf Schmal    | Xe đạp      | Đua tính giờ nam |
| Đồng       | Adolf Schmal    | Xe đạp      | 10 km nam        |

## Xe đạp
| Vận động viên | Nội dung       | Thành tích       | Hạng        | Race-off | Hạng |
| ------------- | -------------- | ---------------- | ----------- | -------- | ---- |
| Adolf Schmal  | Đua 12 giờ nam | 26"0             | đồng hạng 2 | 26"6     |      |
| Adolf Schmal  | 10 km nam      | -                |             |          |      |
| Adolf Schmal  | 100 km nam     | Không hoàn thành | -           |          |      |
| Adolf Schmal  | Đua 12 giờ nam | 314,997 km       |             |          |      |

## Đấu kiếm
Adolf Schmal cũng thi đấu tại nội dung kiếm chém của Thế vận hội Mùa hè 1896, và xếp thứ tư chung cuộc trên tổng số 5 vận động viên đăng ký tham gia.
| Hạng | Vận động viên              | Điểm thắng | Điểm thua | Thắng | Thua |
| ---- | -------------------------- | ---------- | --------- | ----- | ---- |
| 1    | Ioannis Georgiadis (GRE)   | 12         | 6         | 4     | 0    |
| 2    | Telemachos Karakalos (GRE) | 11         | 5         | 3     | 1    |
| 3    | Holger Nielsen (DEN)       | 10         | 9         | 2     | 2    |
| 4    | Adolf Schmal (AUT)         | 7          | 11        | 1     | 3    |
| 5    | Georgios Iatridis (GRE)    | 3          | 12        | 0     | 4    |

| Thắng                      | Kết quả | Bại                     |
| -------------------------- | ------- | ----------------------- |
| Telemachos Karakalos (GRE) | 3-0     | Adolf Schmal (AUT)      |
| Ioannis Georgiadis (GRE)   | 3-2     | Adolf Schmal (AUT)      |
| Adolf Schmal (AUT)         | 3-2     | Georgios Iatridis (GRE) |
| Holger Nielsen (DEN)       | 3-2     | Adolf Schmal (AUT)      |

## Bơi
| Vận động viên   | Nội dung           | Thành tích       | Hạng |
| --------------- | ------------------ | ---------------- | ---- |
| Otto Herschmann | 100 m tự do nam    | 1'22"8           |      |
| Paul Neumann    | 500 m tự do nam    | 8'12"6           |      |
| Paul Neumann    | 1200 mét tự do nam | Không hoàn thành |      |